# Мосени
Мосе́ни (рос. Мосены) — присілок в Балезінському районі Удмуртії, Росія.

## Населення
Населення — 39 осіб (2010; 58 в 2002).
Національний склад станом на 2002 рік:
- росіяни — 96 %